# 樂高Mindstorms EV3
樂高機器人 Mindstorms EV3是樂高集團所製造第三代的可程式即可組合機器人玩具（第一代為RCX，第二代為NXT）。整組的套件包含了感測器及連接線。樂高（LEGO）于2013年下半年推出樂高公司和美國麻省理工學院（MIT）共同開發的機器人組件新款“教育用LEGO Mindstorms EV3”。Mindstorms是將配備微處理器的LEGO公司的塑膠積木組裝起來，通過個人電腦制作的程式來控制的機器人。

## RCX與NXT及EV3的比較
| 型號     | RCX（第一代）                  | NXT（第二代）                                          | EV3（第三代）                       |
| -------- | ------------------------------ | ------------------------------------------------------ | ----------------------------------- |
| 上市时间 | 1998年                         | 2006年7月                                              | 2013年9月1日                        |
| CPU      | 日立H8（8位）H8/3292（16 MHz） | ARM 7（32位）AT91SAM7S256（48 MHz）                    | ARM 9（300MHz）（32位）             |
| 傳輸方式 | 紅外線數據接口                 | 藍牙無線模組、USB 2.0                                  | 藍牙無線模組、USB 2.0、WiFi無線模組 |
| 輸入端   | 3                              | 4                                                      | 4                                   |
| 輸出端   | 3                              | 3                                                      | 4                                   |
| 顯示螢幕 | 5位數字LCD                     | 64×100像素單色圖形LCD                                  | 128×178像素單色圖形LCD              |
| 程式空間 | 5個程式預留位置（10k左右）     | 256k快閃記憶體 & 64k隨機儲存記憶體                     | 16M快閃記憶體                       |
| 供電系統 | 6顆3號電池（AA）               | 6顆3號電池（AA）或充電鋰電池                           | 6顆3號電池（AA）或充電鋰電池        |
| 接口     | 樂高RCX專用電纜（兩線接口）    | 樂高NXT專用偏右接頭電纜（MMJ-12，類似RJ-12，六線接口） | mini USB 2.0、外接USB 2.0           |

## 電子零件
EV3可外接馬達、感應器等組件，以下樂高原廠提供的組件，此外，也有樂高以外的廠商製作相容於NXT、EV3的感應器。
- 可程式控制積木（EV3主機）
- 伺服馬達（大）
- 伺服馬達（中）
- 顏色感應器（有別於NXT，EV3的顏色感應器為光源以及顏色共用，且輸出的光源數值也有所不同）
- 觸碰感應器
- 超聲波感應器
- 陀螺儀感應器

其它可外接之額外添購的設備
- hitechnic公司所生產的感應器
- 其它市面上所可與EV3連接的感應器
- NXT伺服馬達
- NXT溫度感應器
- NXT顏色感應器
- NXT超聲波感應器
- NXT光源感應器
- NXT聲音感應器
- NXT觸碰感應器

此外可透過arduino或其它設備之模組來操控及編輯其設備

## Lego EV3 支援的程式語言
- EV3-G
- BricxCC
- LabVIEW for EV3 Module
- RobotC
- leJOS
- MonoBrick
- LabVIEW
- python-ev3
- MATLAB
- Node.js
- Ch Mindstorms NXT Control Package
- C和C++
- MicroPython